# Château de Meslay (Mayenne)
Pour les articles homonymes, voir Meslay.
Le château de Meslay était un château fort situé à Meslay-du-Maine, entouré de douves. C'était une des dix châtellenies du comté de Laval. Il était situé sur la partie sud de la place centrale actuelle.

## Histoire
En 1129, le comte d’Anjou Geoffroy Plantagenêt assiège le château de Meslay, appartenant alors à Guy III de Laval, pendant trois semaines. Guy de Laval avait formé une coalition contre son suzerain. Le comte renverse les murs de la place, enfonce les portes, et étant parvenu jusqu'au donjon, le détruit, puis il rase entièrement le château.
La victoire des Angevins est suivie d’un pillage, du massacre d’une partie de la population, de la destruction des murs et des chaumières du village. 
La citadelle est par la suite reconstruite. En 1292, la terre de Meslay-du-Maine arrive dans la famille de Laval puisqu'elle fait l'objet d'un partage entre les enfants de Guy VIII de Laval et de Jeanne de Beaumont.
Jeanne de Laval-Tinténiac, veuve de Bertrand Du Guesclin, habita le château de Meslay, et y épousa Guy XII de Laval en 1384. Elle est mariée avec dispense le 28 mai 1384 avec Guy XII de Laval, son parent au 3e degré.
Un acte du Parlement de Paris indique comment le 3 juin 1426, plusieurs chevaliers se retranchent dans le château de Meslay. Ils lèvent le pont-levis, et au moment où le capitaine veut rentrer, le menacent de leurs traits, « ne le laissant pas même en paix dans la chapelle et la tour de la basse-cour où il s’était retiré ». Pierre d'Anthenaise réussit à les en chasser. Jeanne de Laval-Tinténiac donna ensuite la capitainerie à Jean de la Chapelle qui prend comme lieutenant Jean Burnoust. Celui-ci, réunissant autour de lui de nombreux routiers, en profite avec ses anciens compagnons pour piller, tuer et violer.
Lors de la guerre de Cent Ans, en 1427, le château de Meslay est brièvement assiégé lors d'une attaque des Anglais de John Fastolf contre les troupes du comte de Laval et de Richemont. Au début de l'année 1434, le château est rasé par les Anglais du comte d'Arundel, lieutenant-général du roi Henry VI. L'occupation du Comté de Laval par les Anglais se poursuit jusqu'en 1449.
Le chastel de Meslay-du-Maine n'est pas reconstruit. Le rédacteur de l'aveu de 1444 utilise à son sujet le passé simple. Il reste néanmoins en bonne place dans l'aveu, incarnant l'autorité alors qu'il est détruit.
Le 20 octobre 1799, les chouans reviennent à Meslay. Les patriotes et soldats se réfugient dans l'ancienne chapelle du  Château de Meslay, acquise comme bien national par Julien-Simon Duchesne. Il était du nombre des assiégés. Ils y entassèrent leurs objets les plus précieux, les archives de la mairie, des vivres et des munitions, s'y barricadèrent solidement, et repoussèrent l'assaut. Les royalistes firent alors jouer la mine : l'explosion coupa en deux le juge de paix, fracassa les cuisses de l'agent de la commune, en blessa cinq ou six autres, le reste se rendit. Trois des gendarmes furent fusillés ; Duchesne, plus heureux, fut gardé pour soigner les blessés ; il put s'échapper avec sa malle, bien garnie ; les soldats réfugiés dans l'église purent s'enfuir à Château-Gontier. Les brigands brûlèrent les archives et demandèrent à leurs captifs une rançon de 10.000#.